# Philosepedon sakhalinus
Philosepedon sakhalinus är en tvåvingeart som beskrevs av Wagner 1994. Philosepedon sakhalinus ingår i släktet Philosepedon och familjen fjärilsmyggor. Inga underarter finns listade i Catalogue of Life.